# Athanasía Tsoumeléka
Athanasía Tsoumeléka (Αθανασία Τσουμελέκα, 2 de enero de 1982, Préveza, Grecia) es una atleta griega especialista en pruebas de marcha atlética que se proclamó campeona olímpica de 20 km marcha en los Juegos Olímpicos de Atenas 2004.
En abril del año 2008 no participó en los Juegos Olímpicos de Pekín 2008 debido a que en un control anterior a estos dio positivo por EPO.
Su mejor marca está establecida en 1h:27:54 para los 20 km (2008).